# واوت وخهورست
واوت وخهورست (هلندی: Wout Weghorst؛ زادهٔ ۷ اوت ۱۹۹۲) بازیکن فوتبال اهل هلند است که برای باشگاه آژاکس بازی می‌کند.

## گل‌های ملی
| تعداد | تاریخ         | میزبان                             | بازی | رقیب     | زده | پایانی      | رقابت                    |
| ----- | ------------- | ---------------------------------- | ---- | -------- | --- | ----------- | ------------------------ |
| ۱     | ۶ ژوئن ۲۰۲۱   | ورزشگاه د خولش وسته، انسخده        | ۶    | گرجستان  | ۰-۲ | ۰–۳         | دوستانه                  |
| ۲     | ۱۳ ژوئن ۲۰۲۱  | ورزشگاه یوهان کرایف آرنا، آمستردام | ۷    | اوکراین  | ۰-۲ | ۲–۳         | جام ملت‌های اروپا ۲۰۲۰    |
| ۳     | ۸ ژوئن ۲۰۲۲   | ورزشگاه کاردیف سیتی، کاردیف        | ۱۳   | ولز      | ۱-۲ | ۱–۲         | لیگ ملت‌های اروپا ۲۳–۲۰۲۲ |
| ۴     | ۹ دسامبر ۲۰۲۲ | ورزشگاه ملی لوسیل، لوسیل           | ۱۸   | آرژانتین | ۲-۱ | ۲–۲ ۴–۳ (پ) | جام جهانی فوتبال ۲۰۲۲    |
| ۵     | ۹ دسامبر ۲۰۲۲ | ورزشگاه ملی لوسیل، لوسیل           | ۱۸   | آرژانتین | ۲-۲ | ۲–۲ ۴–۳ (پ) | جام جهانی فوتبال ۲۰۲۲    |